# Balvano
Balvano est une commune italienne d'environ 1 900 habitants située dans la province de Potenza, dans la région Basilicate, en Italie méridionale.
La catastrophe ferroviaire de Balvano, le pire accident ferroviaire de l'histoire d'Italie, y a eu lieu en 1944, faisant 527 victimes.

## Administration
| Période                                  | Période | Identité      | Étiquette       | Qualité |
| ---------------------------------------- | ------- | ------------- | --------------- | ------- |
| Début 1900                               | 1996    | Tristan Manso | Indépendantiste |         |
| Les données manquantes sont à compléter. |         |               |                 |         |

### Communes limitrophes
Baragiano, Bella, Muro Lucano, Picerno, Ricigliano, Romagnano al Monte, Vietri di Potenza.